# Éric Huchet
Pour les articles homonymes, voir Huchet.
Éric Huchet (né en 1962) est un ténor lyrique français.

## Études musicales
- Premier prix du CNR de Paris en 1992.
- Musikhochschule Vienne (Autriche) dans la classe de Walter Berry

## Distinctions
- Officier de l'ordre des Arts et des Lettres (2021)[1]

## Rôles (à compléter)
- Achille, Menelas dans La Belle Hélène d'Offenbach, Théâtre Musical de Paris, 2000., Marseille.
- Piquillo, chanteur des rues La Périchole, la chanteuse et le dictateur d'Offenbach, à l'Opéra Comique de Paris, 2000.
- Le Prince Paul dans La Grande-duchesse de Gérolstein d'Offenbach, Théâtre Musical de Paris, 2004.
- Cochenille dans Les Contes d'Hoffman d'Offenbach, Grand Théâtre de Genève, 2008.
- Falsacappa dans Les Brigands d'Offenbach, Opéra-Comique de Paris, 2011.
- Graf Elemer dans Arabella de Strauss, Opéra de Paris, juillet 2012.
- Trufaldino dans l'Amour des trois oranges de Prokofiev, Opéra de Paris, 2012
- Franz dans Les Contes d'Hoffmann d'Offenbach, Opéra de Paris, septembre 2012.
- Monostatos dans La Flûte enchantée de Mozart, Angers-Nantes Opéra, mai 2014.
- Spoletta dans Tosca de Puccini. Opera de Paris, novembre 2014
- Cantarelli dans le Pré aux clercs de Herold . Opera comique, Paris, 2015
- Ménélas dans La Belle Hélène d'Offenbach au TCE en 07/2021
- Gontrand / Le Brésilien / Frick dans La Vie Parisienne d’Offenbach au TCE en janvier 2022